# Malapterurus electricus
Malapterurus electricus là một loài cá trê điện xuất hiện rộng rãi ở châu Phi. Loài này phát triển đến chiều dài 122 cm (48 in). Loài này là quan trọng đối với thủy sản và như một cá thể thao. Đây cũng là loài cá trê điện phổ biến nhất xuất hiện trong buôn bán vật nuôi.

## Trong hồ
Malapterurus electricus đôi khi gặp phải trong cửa hàng cung cấp cá cảnh. Nó có thể đạt chiều dài tối đa 1 mét trong tự nhiên, nhưng có kích thước trung bình của 12 inch trong hồ. Nó khá khỏe mạnh, và tham lam chấp nhận hầu hết các loại thực phẩm, mặc dù một số thử nghiệm có thể được yêu cầu để tìm thức ăn tốt nhất. Chỉ các động vật khác tương thích với loài này là các loài ốc, mà chúng sẽ bỏ qua. Kích thước bể cá tối thiểu là 55 gallon là cần thiết, với gỗ chìm hoặc miếng ống nhựa PVC. Chúng có hoạt động đào hang, và thường xuyên sẽ loại bỏ sỏi từ trong chỗ nấp ưa thích của chúng. Nhiệt độ tối thiểu là 75 độ F nếu cần thiết.

## Hình ảnh

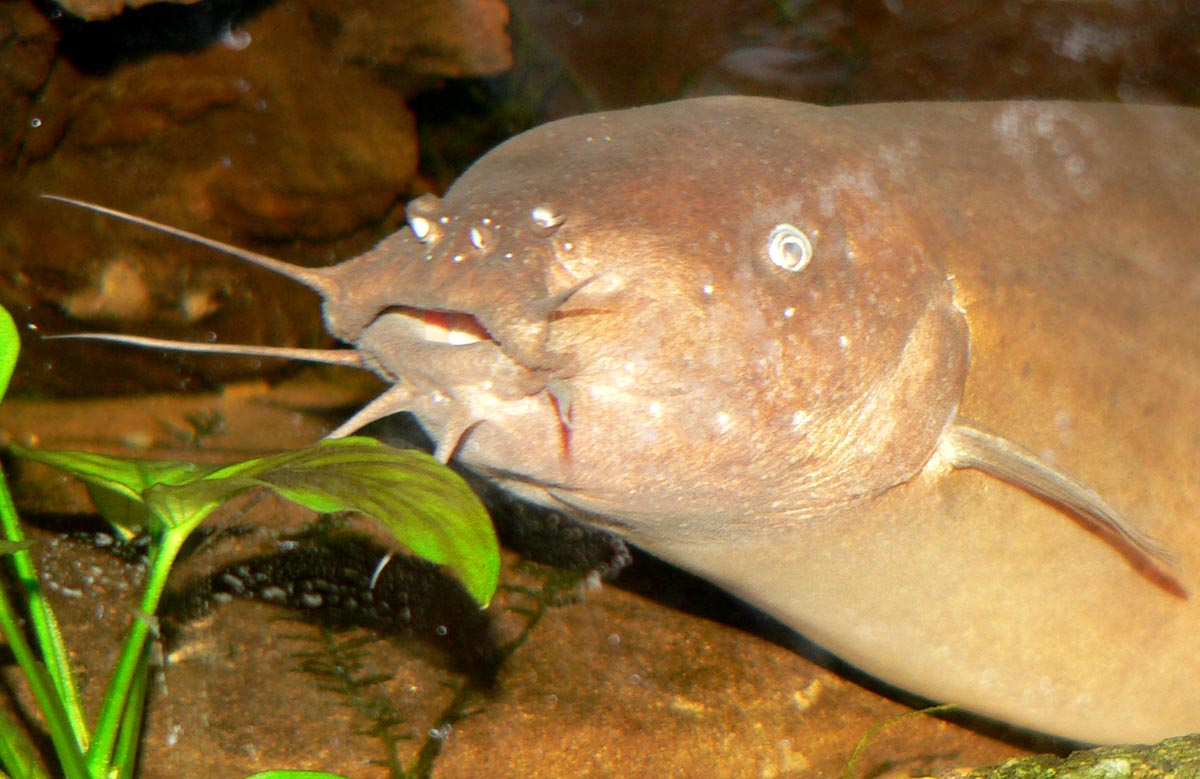
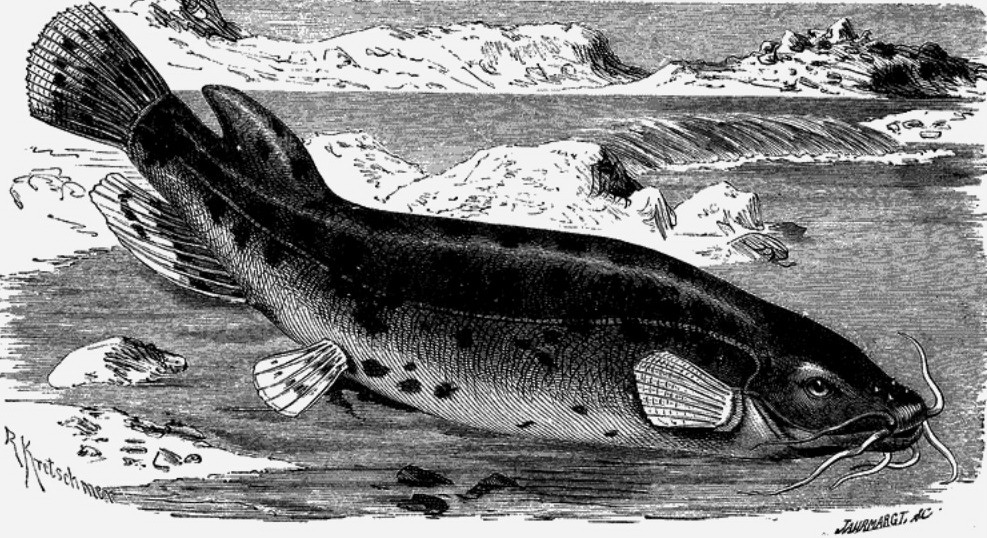
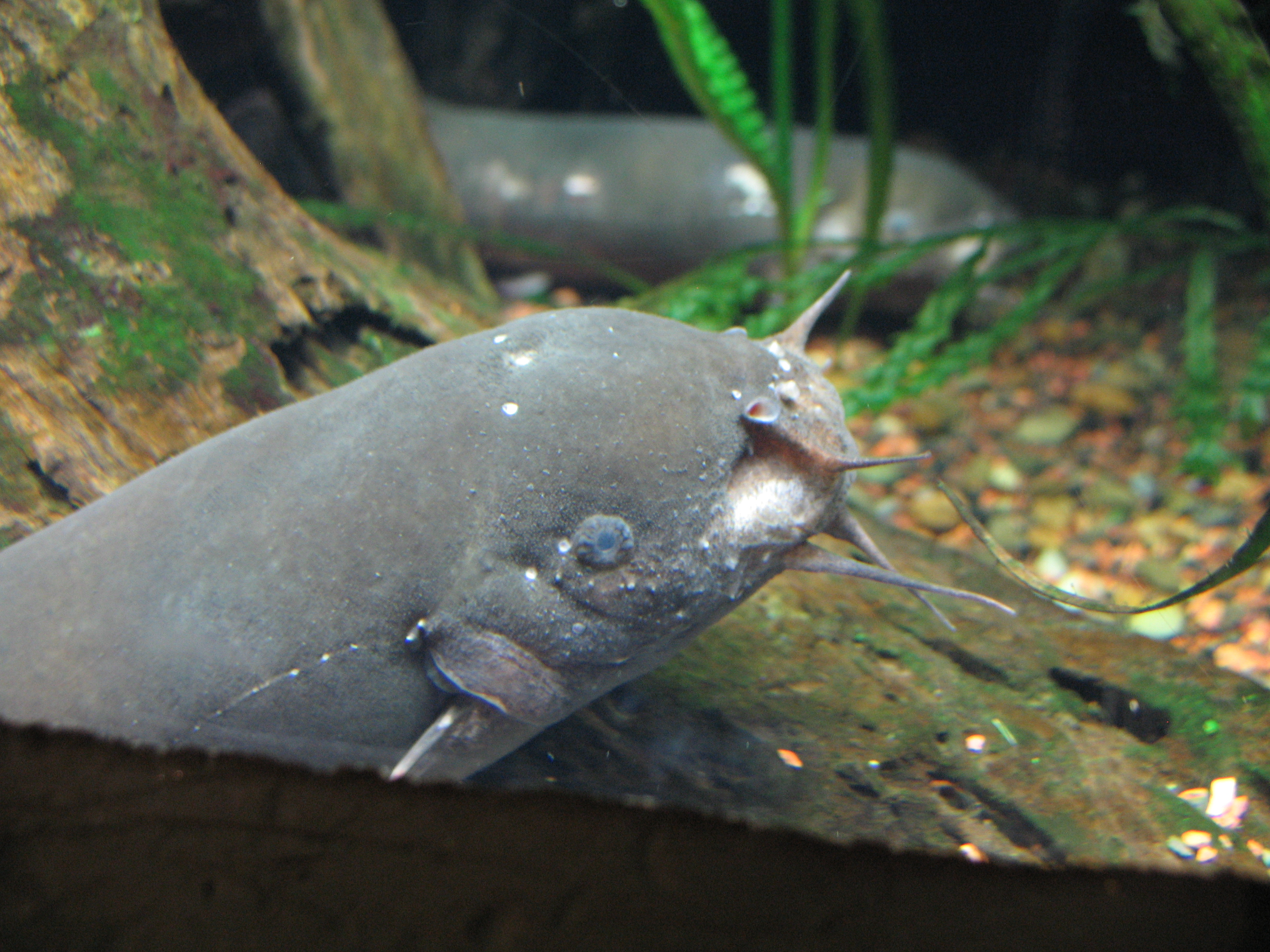
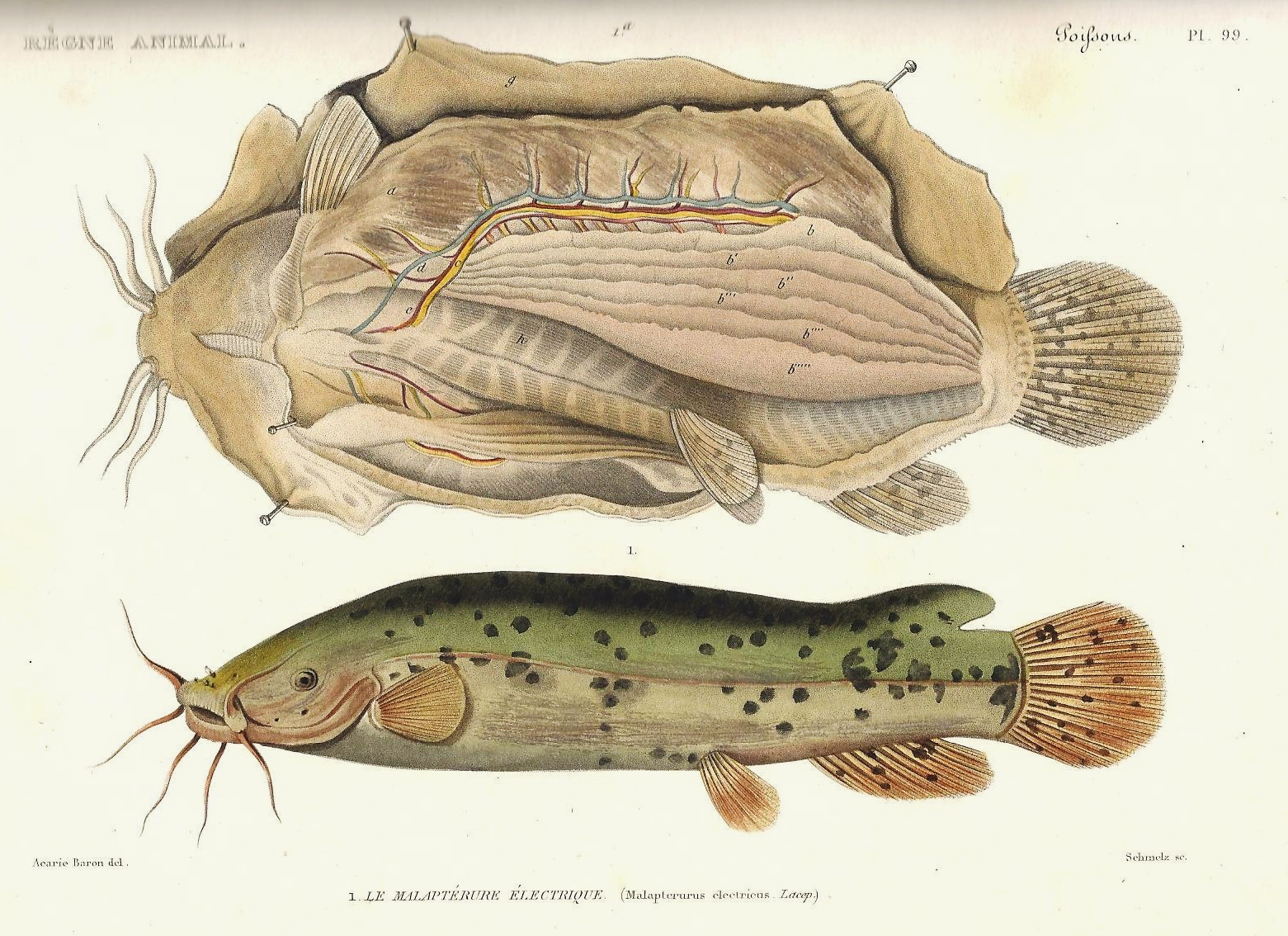